# Gerolsteiner (equipa ciclista)
Parte da equipa Gerolsteiner durante o Henninger Turm na Alemanha]]
Gerolsteiner foi uma equipa ciclista profissional da Alemanha. Estava patrocinado pela companhia de água mineral Gerolsteiner Brunnen e por Specialized. Participava no UCI Pro Tour.

## História da equipa

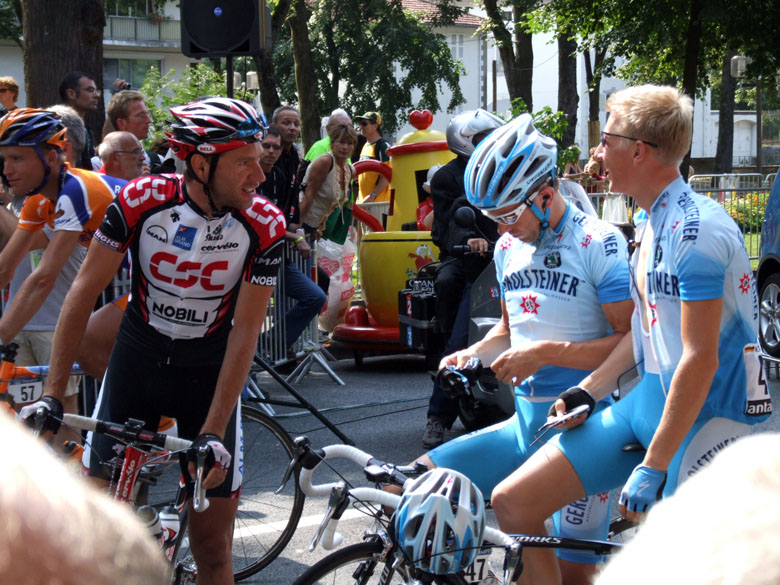
Ciclistas da equipe Gerolsteiner conversando com o ciclista da CSC, Jens Voigt, durante o Tour de France de 2006

A equipa fundou-se em 1998 tendo como director Hans-Michael Holczer e como directores desportivos a Rolf Gölz e a Christian Henn. A contratação de Georg Totschnig em 2001 ajudou à equipa a entrar na Divisão I. Em 2003, a equipa participou pela primeira vez no Tour de France.
Participa no UCI Pro Tour desde os seus inícios (2005).
Na temporada de 2007 conseguiu um total de 18 vitórias, muitas delas de nível. Destacam sobretudo a conseguida por Robert Förster no Giro d'Italia, a vitória na Amstel Gold Race de Stefan Schumacher e na Flecha Valona de Davide Rebellin. Também conseguiu vitórias importantes como a etapa na Volta a Alemanha de Robert Förster, a etapa na Volta à Polónia de David Kopp ou a etapa no Volta à Romandia de Markus Fothen.
Em 2006, durante o Tour de France, o director geral Hans-Michael Holczer confirmou que o seu chefe de filas Levi Leipheimer se tinha alojado no mesmo hotel que o doutor Michele Ferrari durante a sua fase preparatória em Tenerife (Canárias, Espanha), ainda que segundo o corredor não teria tido nenhuma relação trabalhista com o médico desportivo italiano.
Em 2008 esteve marcado pelos constantes escândalos de doping nos que se viram inmersos vários dos seus corredores, com três deles dando positivo por CERA: Bernhard Kohl e Stefan Schumacher deram positivo no Tour de France e Davide Rebellin nos Jogos Olímpicos de Verão de 2008. Assim mesmo, o pai de Andrea Molleta foi detido durante a disputa do Giro d'Italia em posse de um frigorífico com 82 pastilhas e algumas drogas escondidas em tubos de dentífrico; o corredor foi retirado da carreira, ainda que o processo contra ele seria arquivado depois.
No final de 2008 a equipa não encontra patrocinador e se retira da competição.

## Corredor melhor classificado nas Grandes Voltas
| Ano  | Giro d'Italia            | Tour de France       | Volta a Espanha        |
| ---- | ------------------------ | -------------------- | ---------------------- |
| 1997 | -                        | -                    | -                      |
| 1998 | -                        | -                    | -                      |
| 1999 | -                        | -                    | -                      |
| 2000 | -                        | -                    | -                      |
| 2001 | -                        | -                    | -                      |
| 2002 | 7.º Georg Totschnig      | -                    | -                      |
| 2003 | 5.º Georg Totschnig      | 12.º Georg Totschnig | -                      |
| 2004 | 36.º Fabian Wegmann      | 7.º Georg Totschnig  | -                      |
| 2005 | 12.º Markus Fothen       | 26.º Georg Totschnig | 53.º Heinrich Haussler |
| 2006 | 74.º Matthias Russ       | 14.º Markus Fothen   | 57.º Torsten Hiekmann  |
| 2007 | 54.º Matthias Russ       | 31.º Bernhard Kohl   | 15.º Oliver Zaugg      |
| 2008 | 51.º Johannes Fröhlinger | 3.º Bernhard Kohl    | 11.º Oliver Zaugg      |

## Palmarés destacado
Para o palmarés completo, veja-se Palmarés da Gerolsteiner

### Grandes Voltas
- Tour de France
  - 2005: 1 etapa Georg Totschnig

- Giro d'Italia
  - 2006: 3 etapas Stefan Schumacher (2), Robert Förster
  - 2007: 1 etapa Robert Förster

- Volta a Espanha
  - 2005: 1 etapa Heinrich Haussler
  - 2006: 1 etapa Robert Forster

### Outras carreiras
- Volta à Suíça
  - 2002: 1 etapa (Tobías Steinhauser)
  - 2004: 1 etapa (Georg Totschnig
  - 2008: 1 etapa (Markus Fothen)

- Paris-Nice
  - 2008: General (Davide Rebellin)
  - 2003: 1 etapa (Davide Rebellin)
  - 2006: 1 etapa (Marcus Zberg)

- Critérium du Dauphiné
  - 2006: 1 etapa (Fabian Wegmann)
  - 2007: 1 etapa (Heinrich Haussler)

- Tirreno-Adriático
  - 2007: 1 etapa (Stefan Schumacher)

- Volta ao País Basco
  - 2004: 1 etapa (Beat Zberg)

- Flecha Valona
  - 2004: (Davide Rebellin)
  - 2007: (Davide Rebellin)

- Liège-Bastogne-Liège
  - 2004: (Davide Rebellin)

- Amstel Gold Race
  - 2004: (Davide Rebellin)
  - 2007: (Stefan Schumacher)

## Principais ciclistas
Para os elencos da equipa, veja-se Elencos da Gerolsteiner
| - Uwe Peschel (1999-2005) - Olaf Pollack (2000-2004) - Fabian Wegmann (2002-2008) - Sebastian Lang (2002-2008) - Davide Rebellin (2002-2008) | - Robert Förster (2003-2008) - Markus Fothen (2004-2008) - Levi Leipheimer (2005-2006) - Heinrich Haussler (2005-2008) - Stefan Schumacher (2006-2008) |